# Joseph Musonda
Joseph Musonda   (Kalulushi, 30 de maig de 1977) és un exfutbolista zambià de la dècada de 2000.
Fou internacional amb la selecció de futbol de Zàmbia.
Pel que fa a clubs, destacà a Nkana.